# Succo gastrico
ll succo gastrico è una secrezione prodotta dalla mucosa interna dello stomaco contenente acido cloridrico, muco, elettroliti, acqua, proteine ed enzimi digestivi. I succhi gastrici iniziano la digestione e hanno una funzione battericida. Mediamente in un adulto vengono secreti da 1.2 a 1.5 litri di succhi gastrici al giorno.
Il pH del succo gastrico è molto basso, ma è comunque variabile (da 1 a 2). Alcune categorie di farmaci quali gli inibitori di pompa protonica, gli H2 antagonisti e il misoprostolo, possono essere utilizzati al fine di innalzare il pH gastrico; in tal senso possono essere utilizzati nella terapia delle sindromi dispeptiche quali gastriti e malattia da reflusso gastroesofageo.

## Composizione
La composizione esatta del succo dipende dalla differenza relativa di attività delle varie ghiandole gastriche che solitamente varia a seconda del tempo passato dall'ultimo pasto. La composizione elettrolitica è strettamente dipendente dalla velocità di secrezione: se aumenta la velocità la concentrazione di sodio diminuisce e quella di ioni idrogeno aumenta. La concentrazione del potassio è sempre superiore a quella plasmatica. Il succo gastrico è composto da diverse sostanze:
- HCl: l'acido cloridrico è prodotto dalle cellule parietali dello stomaco ed è in grado di portare il pH del lume gastrico a valori compresi fra 1 e 2, la produzione in condizioni basali è compresa fra 1 e 5 mEq/h, ma può salire fino 10-40 mEq/h in caso di aumentata attività. Il processo di produzione dell'acido cloridrico richiede energia elevate, ragion per cui le cellule parietali sono dotate di molti mitocondri, i quali arrivano a costituire fino al 40% del volume della cellula (in una cellula normale si arriva al 5% circa).[5] Il pH basso ha la funzione di rendere l'ambiente inospitale per i macro e microrganismi,[6] denaturare molte proteine e attivare il pepsinogeno in pepsina[7]. Inoltre l'acido cloridrico favorisce l'assorbimento di calcio[8][9] e ferro[10] combinandosi con essi formando sali solubili.

- HCO3−: il bicarbonato viene prodotto dalle cellule epiteliali e ha la funzione di neutralizzare l'alta acidità per rendere possibile la sopravvivenza delle cellule della parete dello stomaco, per svolgere la sua funzione viene intrappolato nel muco che riveste la superficie della parete.[3]

- Muco: è un colloide viscoso prodotto dalle cellule mucipare che protegge la mucosa gastrica dagli acidi digestivi intrappolando HCO3− al suo interno. Forma uno strato protettivo grazie al quale le pareti dello stomaco non vengono digerite.[5][11] Lo spessore di questo strato non è stato indagato approfonditamente; uno studio riporta uno spessore di circa 200 µm,[12] mentre un altro parla di circa 1 mm.[13] Il muco svolge anche un'azione lubrificante facilitando i movimenti del cibo all'interno dello stomaco.[3]

- K+: gli ioni potassi risultano fondamentali per l'attivazione del ciclo catalitico della H+,K+ ATPasi, durante il quale le cellule parietali producono acido cloridrico.[14][15] Nel succo gastrico è presente una concentrazione di potassio superiore a quella plasmatica ed è per questo motivo che si può avere ipokaliemia a seguito di vomito.

- Pepsina: è un enzima che catalizza la parziale idrolisi delle proteine. Viene secreto dalle cellule principali nella sua forma inattiva che si chiama pepsinogeno e che viene attivata dal pH acido. La pepsina necessita di un pH compreso fra 1.5 e 2.0 per agire in modo ottimale.[7] A pH superiori a 3.0, la pepsina risulta praticamente inattiva.[16] Digerisce circa il 20% del contenuto proteico. Tuttavia, dal momento che la digestione delle proteine ha luogo principalmente nell'intestino a mezzo degli enzimi pancreatici, la pepsina non è fondamentale per la sopravvivenza.[7]

- Lipasi: sono degli enzimi secreti dalle cellule principali della mucosa gastrica che idrolizzano gli acidi grassi. Le lipasi sono essenziali per la digestione dei neonati nei quali il processo di secrezione di lipasi pancreatica e acidi biliari è ancora in via di sviluppo. Le lipasi gastriche, infatti, risultano particolarmente efficaci nel rompere i trigliceridi a catena corta presenti nel latte.[17][18][19]
- Fattore intrinseco: è una glicoproteina secreta dalle cellule parietali che si lega alla vitamina B12 formando cobalamina permettendone l'assorbimento nell'ileo[20]. La sua mancanza causa anemia perniciosa[21]. È quindi essenziale per la sopravvivenza.

Nei succhi gastrici di alcuni animali, specialmente i ruminanti, è presente la chimosina (anche nota come rennina) che attacca il latte e i suoi derivati, facendo in modo che la caseina resti più a lungo nello stomaco e possa essere meglio digerita. Nei succhi gastrici dell'uomo adulto il ruolo della chimosina è svolto dalla pepsina, sebbene in letteratura esista uno studio (i cui risultati ad oggi non si è riusciti a replicare) che affermi il ritrovamento di proteine simili alla chimosina nei succhi gastrici di alcuni bambini.

## Meccanismi di secrezione acida
L'anidride carbonica derivata dal metabolismo cellulare forma acido carbonico legandosi con l'acqua in una reazione catalizzata dall'anidrasi carbonica intracellulare (H2O + CO2 {\displaystyle \rightleftharpoons } H2CO3 ) l'acido carbonico si dissocia poi spontaneamente formando bicarbonato e un protone (H2CO3 {\displaystyle \rightleftharpoons } HCO3- + H+ ). Una H+/K+ ATPasi presente sulla membrana apicale trasferisce protoni nel lume scambiandoli per ioni potassio. Sulla membrana basolaterale è presente un antiporto Cl-/HCO3- che trasferisce molecole di bicarbonato fuori dalla cellula scambiandole per ioni cloro che entrano contro il loro gradiente elettrochimico, l'aumento di concentrazione del cloro intracitoplasmatico ne permette l'uscita nel lume attraverso canali anionici passivi posti sulla membrana apicale o anche attraverso un simporto con il potassio. Il risultato netto è quindi secrezione di HCl. A causa del bicarbonato che esce dalla membrana basolaterale il sangue venoso che ritorna dallo stomaco è più alcalino del sangue arterioso.

### Controllo della secrezione acida
- Acetilcolina: I neuroni colinergici parasimpatici rilasciano acetilcolina che legandosi a recettori M3 delle cellule parietali stimola direttamente un aumento di secrezione acida. Anche le cellule enterocromaffino-simili sono attivate dall'aceticolina che stimola quindi la liberazione di istamina. Inoltre l'attivazione di meccanocettori presenti nella parete gastrica dovuta alla distensione dello stomaco provoca una liberazione di acetilcolina dovuta ad una stimolazione di fibre parasimpatiche, questa stimolazione può arrivare a causare fino al 60% della secrezione gastrica (fase gastrica). Fino al 35% della secrezione gastrica può essere dovuta ad acetilcolina liberata in seguito a stimolazioni visive, olfattive, gustative e persino cognitive che provocano una stimolazione della corteccia cerebrale o dell'amigdala e l'ipotalamo che mandano segnali allo stomaco attraverso fibre efferenti i cui corpi cellulari si trovano nel nucleo dorsale del vago (fase cefalica e orale).
- Gastrina: È un ormone rilasciato nel circolo sanguigno dalle cellule G dello stomaco che agisce quindi per via endocrina. Ha un effetto diretto sulle cellule parietali attraverso il recettore CCK2 e stimola le cellule enterocromaffino-simili a produrre istamina. Le cellule G possono essere stimolate dal GRP liberato da neuroni intrinseci della parete e da chemocettori della parete sensibili a fattori locali come la presenza di oligopeptidi.
- Istamina: L'istamina prodotta dalle cellule enterocromaffino-simili agisce per via paracrina stimolando le cellule parietali attraverso recettori H2. L'istamina è il più importante fattore che stimola la secrezione acida.
- Somatostatina: In risposta a pH basso le cellule δ rilasciano somatostatina che ha un'azione inibitoria sulla secrezione di gastrina e quindi sulla secrezione acida.

Diversi ormoni intestinali contribuiscono a inibire la secrezione gastrica: la secretina prodotta dalle cellule S della mucosa del duodeno che inibisce il rilascio di gastrina, la colecistochinina e il GIP.